# Tjeerd van Wimersma Greidanus
Tjeerd Buwe van Wimersma Greidanus (Utrecht, 17 juli 1936) is een Nederlands hoogleraar emeritus en was tijdens de Olympische Winterspelen 1984 in Sarajevo en de Olympische Zomerspelen 1984 in Los Angeles chef de mission van de Nederlandse Olympische Ploeg.

## Biografie
Greidanus werd geboren als telg uit het geslacht Greidanus en zoon van de arts dr. Herman Theodorus van Wimersma Greidanus (1895-1980) en Catharina Elisabeth Constance Alida Esther Jaeger (1902-1965). Hij had aanvankelijk de voornaam Tjardus maar die werd in 1948 gewijzigd in Tjeerd Buwe. Hij trouwde twee keer en had uit zijn eerste huwelijk drie kinderen, uit het tweede een kind.
Onder de naam T. Buwe publiceerde Greidanus gedichten.

### Studie en werk
Greidanus studeerde biologie in Utrecht en promoveerde daar in 1970. Vanaf 1977 werkte hij als lector tandheelkundige farmacologie bij de faculteit geneeskunde van de Universiteit Utrecht; hij hield zijn openbare les Het zenuwstelsel en het endocriene systeem op 8 maart 1977. Per 1 januari 1980 werd hij daar benoemd tot gewoon hoogleraar tandheelkundige farmacologie en op 21 juli 1986 werd hij per 1 september 1986 benoemd tot gewoon hoogleraar in de experimentele neuro-endocrinologie. In 2001 ging hij met emeritaat; zijn afscheidsrede Een koe in de dierentuin hield hij op 21 juni 2001.

### Sport

#### Roeien
Greidanus begon zijn sportcarrière met het roeien in Utrecht. Hij was roeier en coach - van onder andere de winnende Oude Vier van 1964 - bij de Utrechtsche Studenten Roeivereeniging "Triton". In 1965 werd Greidanus benoemd tot erelid vanwege zijn verdiensten voor de vereniging. Daarnaast werd Greidanus op 5 oktober 2013 benoemd tot erepraeses van de U.S.R. "Triton". Greidanus is, naast zijn verenigingsactiviteiten, voorzitter en bestuurder geweest bij de Koninklijke Nederlandsche Roeibond.

#### NOC
Greidanus is van 1985 tot 1989 bestuurslid geweest van het Nationaal Olympisch Comité. In 1984 was hij chef de mission van de Olympische winter- en zomerspelen. Hij werkte mee aan de uitgave Olympisch dagboek over deze spelen (1985).

#### Doping
Greidanus was in 1989 oprichter en van 1989 tot 2001 voorzitter van het Nederlands centrum voor dopingvraagstukken.

### Wetenschappelijk werk
- Effecten van steroiden en van een tweetal aan ACTH verwante peptiden op de extinctie van een voorwaardelijke vluchtreactie bij ratten na systemische en intracerebrale toediening. Utrecht, 1970 (proefschrift).
- [co-auteur] Inleiding tot de endocrinologie. Leiden, 1975 en 1978².
- Het zenuwstelsel en het endocriene systeem. Rede, uitgesproken bij de aanvaarding van het ambt van gewoon lector in de tandheelkundige farmacologie aan de Rijksuniversiteit te Utrecht op 8 maart 1977. Utrecht, 1977.
- Een koe in de dierentuin. [Z.p.], 2001 (afscheidsrede).

### Sport
- Rapport over de Olympische Winterspelen, Sarajevo 1984. [Z.p.], 1984.
- Doping. Feiten en achtergronden. Oosterbeek, 1988.

### Dichtwerk
- Met koper beklonken. [Z.p., 1974].
- Vlinders op kousevoeten. Amsterdam, [1982].
- Mimiek van denken. [Z.p.], 2005.

- Bibsys: 94007643
- Gemeinsame Normdatei: 1145638384
- International Standard Name Identifier: 0000 0001 1619 6608
- Library of Congress Control Number: n78016483
- Nationale Bibliotheek van Tsjechië: xx0307177
- Nationale Bibliotheek van Israël: 987007445295705171
- Nederlandse Thesaurus van Auteursnamen: 068470142
- Réseau des bibliothèques de Suisse occidentale: 02-A012361108
- Système universitaire de documentation: 082121001
- Virtual International Authority File: 35708722
- WorldCat: E39PBJfMmV6mRTPRVx37JQxFKd